# Домбай (Карачаево-Черкезия)
Домбай е селище от градски тип в Република Карачаево-Черкезия, Русия.
Населението му е 403 души (2002), докато при преброяването от 1989 г. е 1601 жители. Намира се близо до природния резерват край град Теберда. Туристите са основните посетители в Домбай.
Домбай е обявен за селище от градски тип през 1965 г.